# Acétate de mercure(II)
L'acétate de mercure(II), ou diacétate de mercure, est un composé chimique de formule (H3C–COO)2Hg. Il se présente sous la forme d'un solide blanc cristallisé à l'odeur légèrement acétique très soluble dans l'eau et très toxique. Il est utilisé comme réactif pour produire des organomercuriels à partir de composés organiques insaturés. Il peut être obtenu en faisant réagir directement de l'acide acétique H3C–COOH sur du mercure Hg :
2 H3C–COOH + Hg → (H3C–COO)2Hg + H2.